# Schloss Friesenhausen

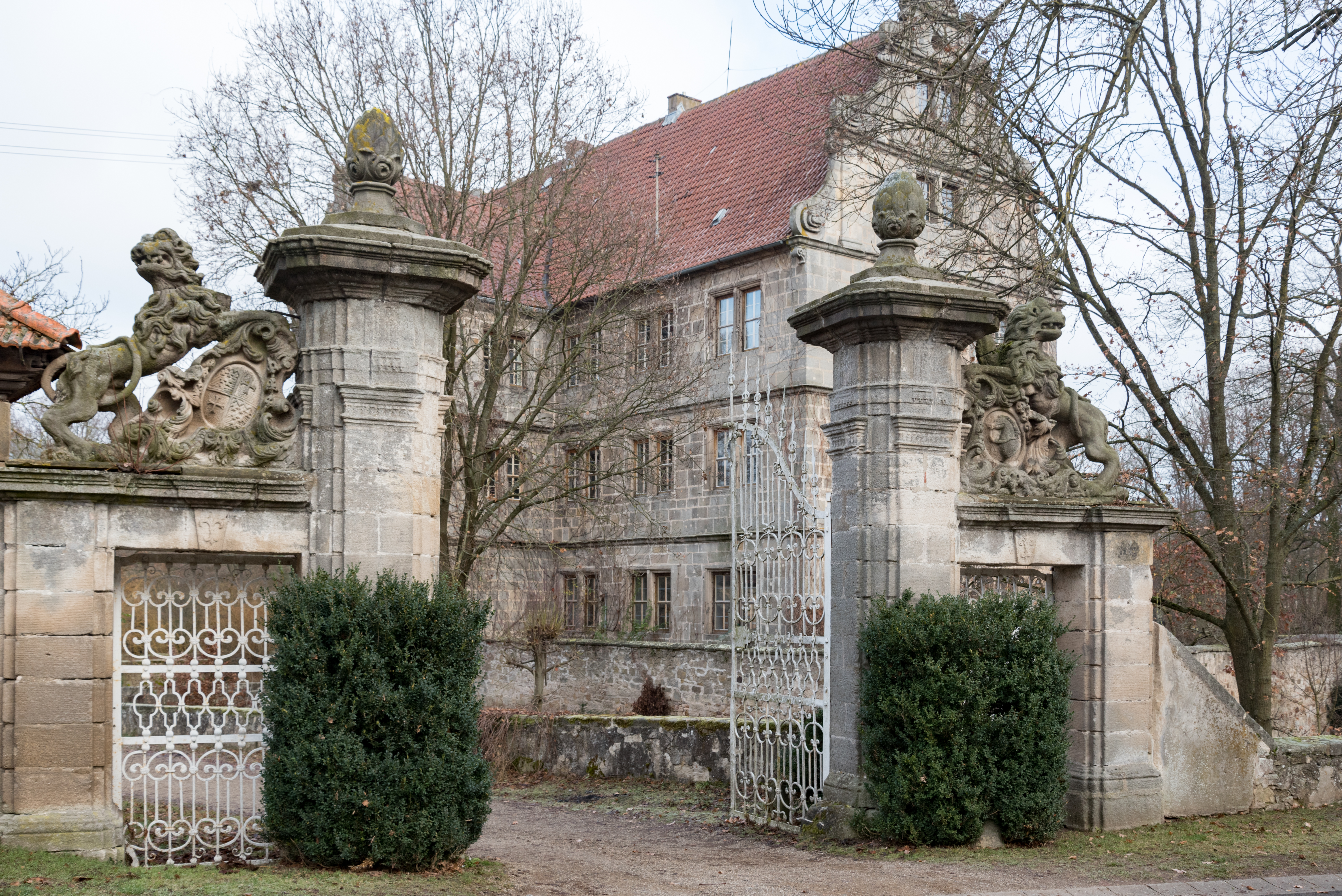
Schloss Friesenhausen

Das Schloss Friesenhausen ist ein Wasserschloss im Ortsteil Friesenhausen der Gemeinde Aidhausen im Landkreis Haßberge (Unterfranken).

## Geschichte
Das Schloss geht unter anderem auf eine gotische Burg zurück, die von einem Wassergraben umgeben war. Besitzer des im 13. und 14. Jahrhundert erbauten Komplexes waren unter anderem die Herren von Heldritt, die Herren Steinau von Steinrück und Marschalk von Ostheim, die über acht Generationen die Ortsgeschichte prägten. Um 1563 wurde durch Überbauung des alten Burghofes über der gotischen Burg ein Renaissanceschloss errichtet. Erbauer waren die Eheleute von Ostheim-Steinau von Steinrück.
In unmittelbarer Nachbarschaft stand zwischen 1300 und 1741 eine weitere gotische Burg in einem See. Diese war zeitweise im Besitz der Familie Truchseß von Wetzhausen, von der sich noch heute Zeugnisse in der evangelischen Kirche St. Georg befinden. Die gotische Seeburg wurde 1741 abgebrochen und der See mit Abbruchmaterial verfüllt. Der Würzburger Fürstbischof Johann Gottfried von Guttenberg vereinte die Burg, die in sächsischem Lehen war, und das Schloss, das im Lehen des Hochstiftes Würzburg war, in seinem Besitz.
Der Umbau zum Barockschloss sowie weitere Baumaßnahmen erfolgten unter dem Würzburger Domherrn Johann Philipp Fuchs von Dornheim und den Herren von Dalberg. Diese erweiterten die Gesamtanlage unter anderem 1735 durch eine imposante Toranlage mit Steinbrücke, Reiterfiguren und dem Familienwappen derer von Zobel und Dalberg. Das Schloss besitzt aufwändig gestaltete Volutengiebel.
Nach den von Dalberg, die das Schloss seit 1729 bewohnten und die Seeburg 1741 abreißen ließen, bewohnten die Prinzen zu Salm-Salm das Schloss. Ab 1938 diente es als Quartier für den Reichsarbeitsdienst; gegen Ende des Krieges als Unterkunft für Kriegsgefangene, später als Lazarett für verwundete deutsche Soldaten. Schließlich wurde es 1946 für ein Jahr Durchgangslager für Heimatvertriebene aus Schlesien und dem Sudetenland, bevor es die Caritas als Altersheim nutzte. Ab 1958 stand das Barockschloss leer, ehe es 1973 von Wolfgang und Marianne von Eichborn erworben und saniert wurde. Derzeit befindet sich die Anlage im Besitz von Johann-Friedrich und Gudula von Eichborn, die auch mit der Rettung und Sanierung der Johanniterburg Kühndorf in der Nähe von Meiningen befasst waren.
Schloss Friesenhausen war Ende der 1970er Jahre mehrmals zu Pfingsten Schauplatz des Festivals der Friedensdienste von Gruppen der westdeutschen Friedensbewegung, bevor es aus Platzgründen nach Beienrode verlegt wurde. Auch nutzte die evangelische Landjugend Scheune, Schlosshof und Park für Bezirkstreffen.

Verschiedene Ansichten des Schlosses
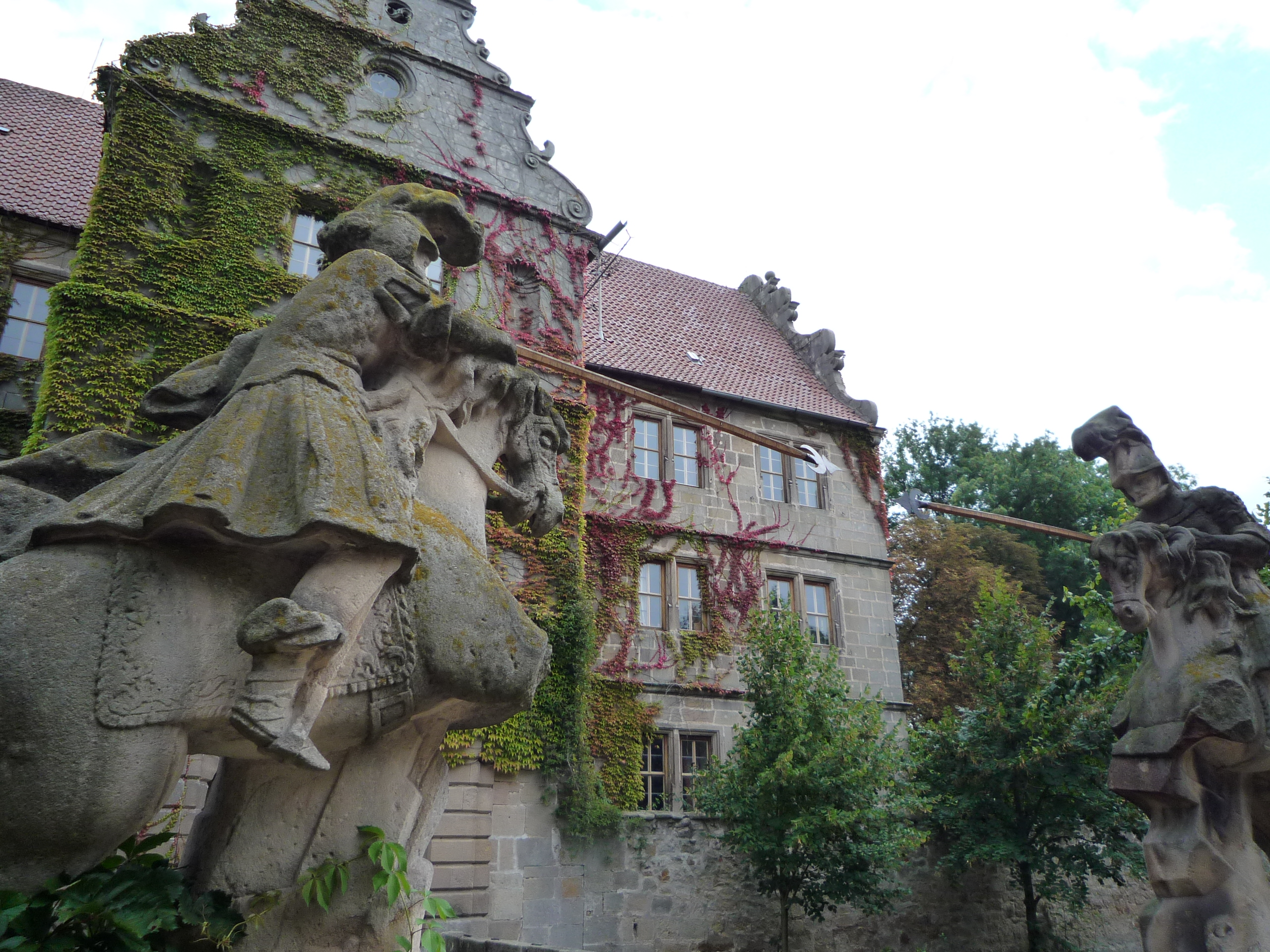
Mannsgroße Turnierreiterstatuen an der Brücke vor dem Eingang
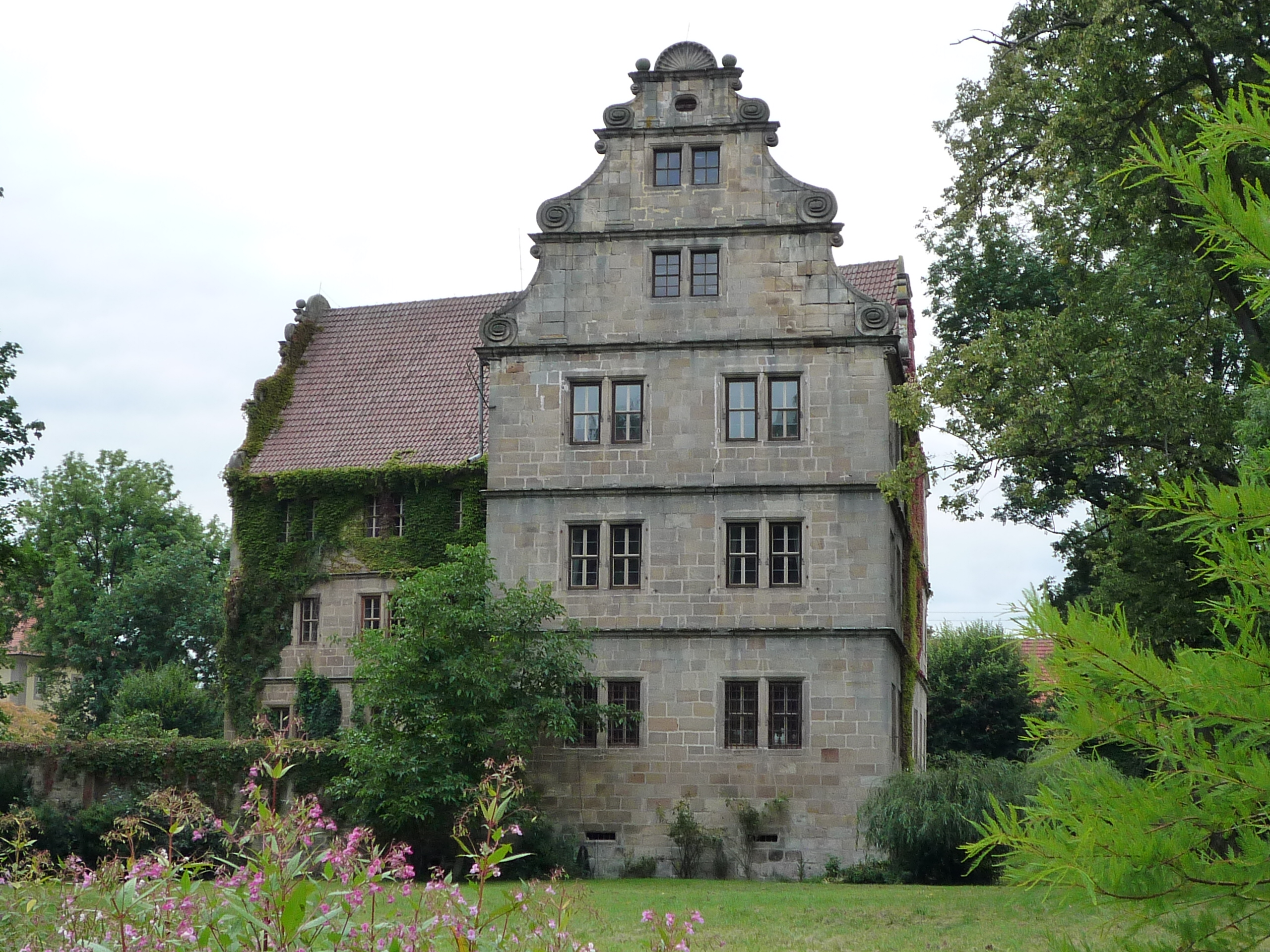
Rückwärtige Ansicht des Schlosses
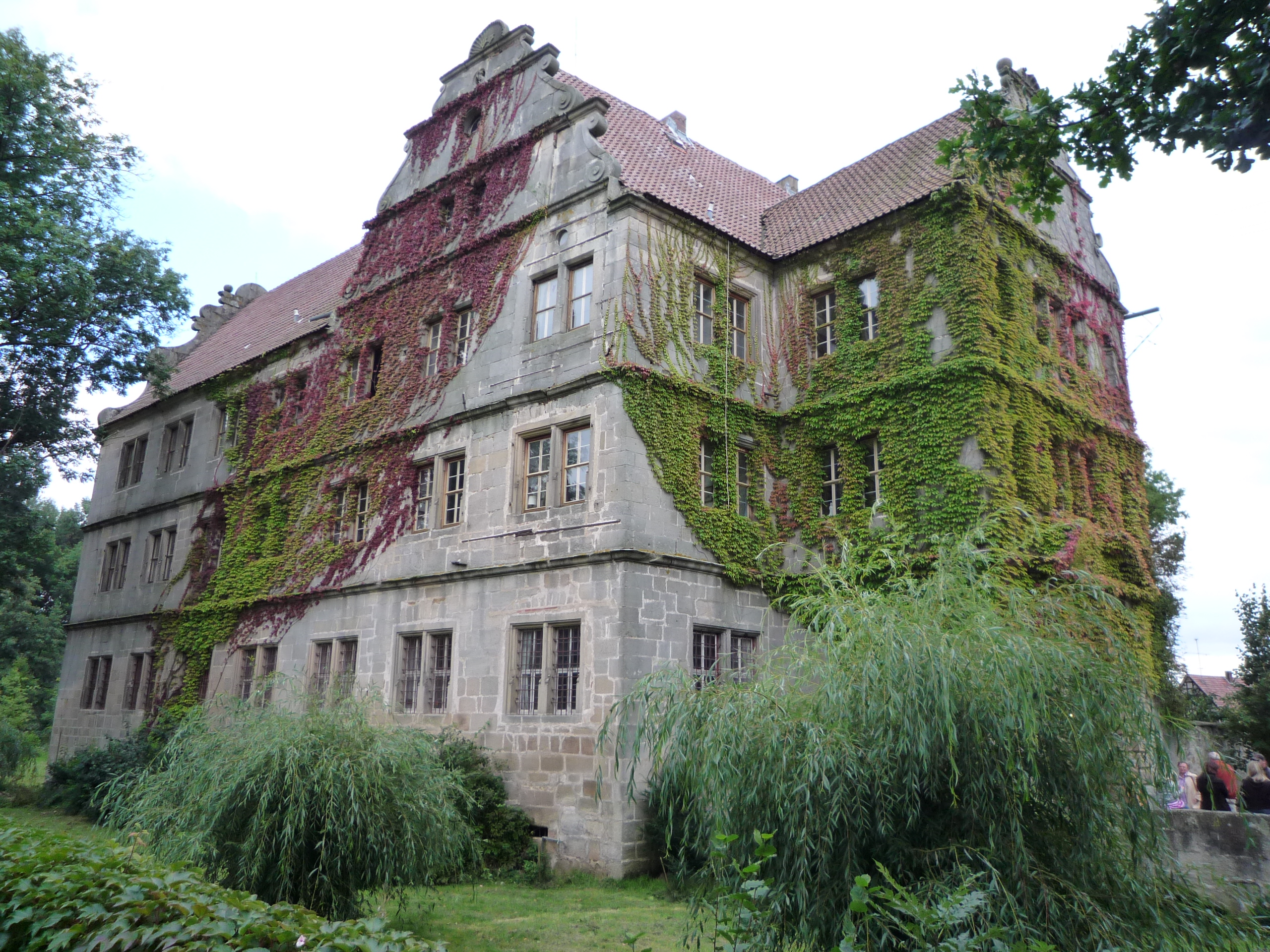
Seitliche Ansicht mit Blick auf den Eingang